# 费尔姆-格岑多夫
费尔姆-格岑多夫是奥地利下奥地利州根瑟恩多夫县的一个市镇。总面积17.7平方公里，总人口760人，人口密度42.9人/平方公里（2005年）。